# سفارة دولة فلسطين لدى كوريا الشمالية
سفارة دولة فلسطين لدى كوريا الشمالية هي الممثلية الدبلوماسية العُليا لدولة فلسطين لدى جمهورية كوريا الديمقراطية الشعبية. تقع السفارة في بيونغيانغ.